# Heliconia richardiana
Heliconia richardiana é uma espécie de planta do gênero Heliconia e da família Heliconiaceae.

## Taxonomia
A espécie foi descrita em 1844 por Friedrich Anton Wilhelm Miquel.
O seguinte sinônimo já foi catalogado:
- Heliconia glauca  Poit. ex Verlot

## Forma de vida
É uma espécie terrícola e herbácea.

## Descrição
Erva musóide. Rizoma leptomorfo ou paquimorfo. Pseudocaule 1 - 50 por rizoma. Folhas 3 – 8 por pseudocaule. Bainha inteiramente verde ou com máculas avermelhadas ou amarronzadas, glabrato a tomentoso. Pecíolo verde, glabro a tomentoso. Lâmina elíptica, oblonga ou raro oblanceolada, base atenuada a obtusa e assimétrica, ápice agudo a acuminado, íntegra; face adaxial verde-escura, glabra; face abaxial verde-clara, glabra a pubescente ao longo da nervura principal até o terço médio, raro farinácea. Inflorescência terminal ou raro lateral, ereta; pedúnculo inteiramente verde ou com o terço superior vermelho, glabro a pubescente; raque sinuosa, vermelha ou raro alaranjada, glabra a pubescente. Brácteas 4 – 7 por inflorescência, formando ângulo de 60º - 100º em relação à raque, espiraladas, laxas, persistentes, conduplicadas, lisas, ápice reto, margem revoluta; externamente vermelhas na base e amarelas, amarelo-alaranjadas ou amarelo-esverdeadas para o ápice, glabras a pubescentes; internamente amarelo avermelhadas, amarelo-esverdeadas ou verde-alaranjadas, glabras; bráctea basal fértil, apêndice foliáceo ausente. Bractéolas deltóide-lanceoladas, ápice agudo, amarelas ou amarelo-esverdeadas, glabras a pubescentes ao longo da carena, decompostas na frutificação. Flores 8 – 12 por cincínio, ressupinadas; botões exsertos; pedicelo vermelho, glabro a tomentoso. Perianto geniculado, verde ou amarelo, glabro a pubescente; sépalas ventrais retas, sépala dorsal circinada. Estames com filete branco, glabro; antera branca, glabra; estaminódio linear, elíptico, lanceolado ou oblanceolado, ápice acuminado a cuspidado e raro auriculado, convexo, liso, branco, glabro. Ovário vermelho, glabro a pubescente; estilete branco, glabro a pubescente. Frutos imaturos vermelhos ou raro alaranjados (maduros azuis), glabros.

## Conservação
A espécie faz parte da Lista Vermelha das espécies ameaçadas do estado do Espírito Santo, no sudeste do Brasil. A lista foi publicada em 13 de junho de 2005 por intermédio do decreto estadual nº 1.499-R.

## Distribuição
A espécie é encontrada nos estados brasileiros de Amazonas, Bahia, Espírito Santo e Pará. A espécie é encontrada nos  domínios fitogeográficos de Floresta Amazônica e Mata Atlântica, em regiões com vegetação de mata de igapó, floresta de terra firme, floresta de inundação, floresta estacional semidecidual e floresta ombrófila pluvial.